# Michel Noher
Michel Noher (Buenos Aires, 14 aprile 1983) è un attore argentino.

## Biografia
Michel Noher inizia la carriera nel 2001 con il film 30/30, interpretando un piccolo ruolo, poi continua con Costumbres argentinas nel 2003 e El deseo, due serie televisive trasmesse solo in Argentina, poi continua con il film Las Manos con Sos mi vida e con Don Juan y su bella dama.
Nel 2012, è nel cast della seconda stagione di Terra ribelle, la fiction italiana a carattere epico. Nella fiction, interpreta il colonnello Alberto Dell'Arco.
Il 15 settembre 2015 ha debuttato nella telenovela Esperanza mía interpretando il segretario di Tomàs Ortiz (Mariano Martinez) chiamato Nico Aguilera.

## Filmografia

### Cinema
- Propios y extraños (2010)
- And Soon the Darkness (2010)
- Felicitas (2009)
- Las manos (2006)
- Enamorada de la muerte (2005)
- 30/30 (2001)

### Televisione
- Costumbres argentinas (2003)
- El deseo  – serial TV (2004)
- Sos mi vida – serial TV (2006)
- Bendita vida (2006)
- Don Juan y su bella dama – serial TV (2008)
- Incorreggibili – serial TV (2009-2010)
- Terra ribelle – serial TV (2012)
- Aliados – serie TV (2013)
- Esperanza mía – serial TV (2015)
- Amar después de amar – serial TV  (2017)
- Una vita da riavvolgere – (Si lo hubiera sabido) – serial TV (2022)
- En el barro – serie TV (2025)

## Doppiatori italiani
Nelle versioni in italiano delle opere in cui ha recitato, Michel Noher è stato doppiato da:
- Marco Vivio in Incorreggibili[1] e Una vita da riavvolgere"